# Anopheles vulgaris
Anopheles vulgaris este o specie de țânțari din genul Anopheles, descrisă de Hatori în anul 1901.
Este endemică în Taiwan. Conform Catalogue of Life specia Anopheles vulgaris nu are subspecii cunoscute.